# Uri Adelman
Uri Adelman (Ramat Gan, 1958 – Tel Aviv, 5 agosto 2004) è stato uno scrittore israeliano.
Inoltre musicista, compositore ed esperto docente di cibernetica presso l'Università di Tel Aviv.

## Biografia
Nato e cresciuto a Ramat Gan, apparteneva a un'antica famiglia (8ª generazione) di Gerusalemme, con radici ebreo-tedesche.
Adelman, autore di quattro romanzi, usò le stravaganze esotiche della sua università, nello specifico il dipartimento di musica, come ambientazione del suo primo thriller, Concerto per spia e orchestra. Il suo secondo, Trovato e perso, è stata un'avventura di vanagloriosi ("dawwin") agenti Ashkenazi moshavnik del Mossad che alternano visite alla Cineteca locale con segreti voli a Cipro, il tutto condito da violento sadismo.
Scritto in brevi capitoli e facile ebraico, è stato tradotto in altre lingue. Adelman non aveva pretese letterarie, e diceva di scrivere più che altro per arrontondare il suo stipendio. È morto d'infarto il 5 agosto 2004 a soli 46 anni  in una camera d'albergo di Ramat Aviv Gimel, dove stava preparando il suo prossimo giallo.